# René Radius
Pour les articles homonymes, voir Radius.
René Radius, né le 13 octobre 1907 à Strasbourg (Bas-Rhin) et mort le 14 novembre 1994  dans la même ville, est un résistant et un homme politique français.

## Biographie
René Radius est le fils du maître tailleur strasbourgeois Lucien Radius et d'Anne Deschelette son épouse. 
Il fréquente les établissements scolaires de la ville. Il entre à l'École Nationale Technique (ENTS) et en sort avec le diplôme d'ingénieur en novembre 1927.
Il effectue son service militaire de novembre 1927 à avril 1929 en Algérie à Oran. Puis il travaille dans différentes entreprises à Paris et revient à Strasbourg en 1936 où il devient enseignant à l'école de perfectionnement du bâtiment.

### Seconde Guerre mondiale
Fin août 1939 il est mobilisé comme lieutenant de réserve au 12e régiment d'artillerie au sein duquel il combat dans le nord de la France. Son régiment est détruit mais il continue le combat dans la poche de Dunkerque d'où il est évacué vers l'Angleterre. Deux jours plus tard, il est rapatrié en France à Cherbourg où il est dirigé vers le 75e régiment d'artillerie dans le Périgord. Il y est démobilisé après la signature de l'armistice. Il est décoré de la croix de guerre pour son action pendant la compagne de France.
Il rejoint sa famille à Strasbourg mais il ne peut reprendre son poste dans l'enseignement technique car il lui faudrait se résoudre à prêter serment au Führer et au Reich exigé de tout fonctionnaire. Il démissionne et trouve un emploi d'ingénieur dans les usines Pertix.
Il reprend contact avec ses amis François Meyer et Joseph Metzger, employés aux hospices civils de Strasbourg  qu'il a connus au Cercle Saint-Joseph de la paroisse de la cathédrale. Rapidement, avec eux et d'autres Strasbourgeois, entre autres Albert Gauer, Ernest Gabel, Paul Idoux, il crée « Les Gaullistes » une filière d'aide aux prisonniers de guerre (PG) évadés. 
En février 1941, René Radius, par l'intermédiaire de Robert Falbisaner, adhère à l'organisation du docteur vétérinaire Charles Bareiss qui commence à fédérer les groupes de résistants alsaciens.  Il polycopie des tracts qu'il diffuse avec l'aide d'Albert Burgard et du commerçant Paul Weyrich. 
En août 1941, René Radius adhère au réseau Klébert-Uranus des Forces Françaises Combattantes (FFC) par l'intermédiaire d’Émile Cremer qui assure le transfert du courrier de l'organisation du docteur Bareiss vers les services de renseignements de Vichy et Londres.  À ses activités d'aide aux prisonniers évadés et de propagande René Radius ajoute le renseignement. Par François Meyer et Joseph Metzger son groupe est bien implanté au sein des hospices civils de Strasbourg dans lequel sont présents, à de nombreux postes, des autonomistes alsaciens rattachés au régime nazi. Il renseigne sur leurs menées et met à jour le trafic qui s'opère au sein de cette institution au profit des hauts fonctionnaires allemands et de la Gestapo.    
En avril 1942, Robert Falbisaner, responsable de Strasbourg-ville, sous la menace d'une arrestation par la Gestapo, fuit l'Alsace. Charles Bareiss nomme René Radius à sa place avec le gendarme Antoine Pflumio comme agent de liaison. Certaines sources affirment qu'il aurait refusé,
Le 29 juillet 1942 il est arrêté par la Gestapo et conduit au camp de sûreté de Vorbruck-Schirmeck. Il est interné le 22 septembre 1942 à Wolfach. Il est transféré à Kehl le 2 mars 1943 pour être jugé à Strasbourg du 6 au 10 mars 1943 par le Reichskriegsgéricht (cour martiale du Reich). Il est accusé de « non-dénonciation d'actions projetées contre l'Allemagne » et cinq ans sont  requis contre lui. Le 16 avril 1943 il est condamné à trois ans de prison. Le 3 mai 1943, il est interné à la prison de Fribourg-en-Brisgau.         
Il est libéré le 4 octobre 1944.

### Après-guerre
Il devient conseiller municipal puis adjoint au maire de Strasbourg.
Il est le 1er président de la Fédération des Epl de 1956 à 1958. Auguste Pinton lui succède.
Il se présente aux législatives de 1958 dans la 1re circonscription du Bas-Rhin. Il est élu député et le reste jusqu'en 1978.

## Détail des fonctions et des mandats
Mandats locaux
- Conseiller municipal de Strasbourg
- Adjoint au maire de Strasbourg

Mandats parlementaires
- 30 novembre 1958 - 9 octobre 1962 : Député de la 1re circonscription du Bas-Rhin
- 25 novembre 1962 - 2 avril 1967 : Député de la 1re circonscription du Bas-Rhin
- 5 mars 1967 - 30 mai 1968 : Député de la 1re circonscription du Bas-Rhin
- 23 juin 1968 - 1er avril 1973 : Député de la 1re circonscription du Bas-Rhin
- 11 mars 1973 - 2 avril 1978 : Député de la 1re circonscription du Bas-Rhin
- 7 novembre 1948 - 18 mai 1952 : Sénateur du Bas-Rhin
- 18 mai 1952 - 8 juin 1958 : Sénateur du Bas-Rhin
- 8 juin 1958 - 30 novembre 1958 : Sénateur du Bas-Rhin

## Distinctions
Il est reconnu « déporté résistant ».
- Croix de guerre 1939-1945